# Bathypogon nigrachaetus
Bathypogon nigrachaetus är en tvåvingeart som beskrevs av Hull 1956. Bathypogon nigrachaetus ingår i släktet Bathypogon och familjen rovflugor. Inga underarter finns listade i Catalogue of Life.